# Катл Крик (Колорадо)
Катл Крик (енгл. Cattle Creek) насељено је место без административног статуса у америчкој савезној држави Колорадо.

## Демографија
По попису из 2010. године број становника је 641.
| Група             | 2000.    | 2010.       |
| Белци             | 0 (0,0%) | 199 (31,0%) |
| Афроамериканци    | 0 (0,0%) | 1 (0,2%)    |
| Азијати           | 0 (0,0%) | 10 (1,6%)   |
| Хиспаноамериканци | 0 (0,0%) | 419 (65,4%) |
| Укупно            | 0        | 641         |